# Cantó de La Bastida de Murat
El cantó de La Bastida de Murat és un cantó francès del departament de l'Òlt, situat al districte de Gordon. Té 11 municipis i el cap és La Bastida de Murat.

## Municipis
- Baumat
- Canhac del Causse
- Fontanas del Causse
- Ginolhac
- La Bastida de Murat
- Lunagarda
- Montfalcon
- Sent Sauvador
- Senièrgas
- Solòme
- Valhac

## Història
| Data d'elecció                           | Identitat              | Partit        | Qualitat |
| ---------------------------------------- | ---------------------- | ------------- | -------- |
| 1976-1988                                | Gaston Defémin         | PCF           |          |
| 1988-1994                                | Jean-Pierre Sabrazat   | PS            |          |
| 1994-2001                                | Roger Bonnet           | Divers droite |          |
| 2001-2008                                | Lucien-Georges Foissac | PS            |          |
| 2008-                                    | Aurélien Pradié        | UMP           |          |
| les dades anteriors no són pas conegudes |                        |               |          |
|                                          |                        |               |          |

## Demografia
| 1962  | 1968  | 1975  | 1982  | 1990  | 1999  | 2006  |
| ----- | ----- | ----- | ----- | ----- | ----- | ----- |
| 1.948 | 2.141 | 2.159 | 2.264 | 1.986 | 2.078 | 2.320 |